# Tanystylum dowi
Tanystylum dowi là một loài nhện biển trong họ Ammotheidae. Loài này thuộc chi Tanystylum. Tanystylum dowi được miêu tả khoa học năm 1979 bởi Child.